# Hermann von Attems-Heiligenkreuz

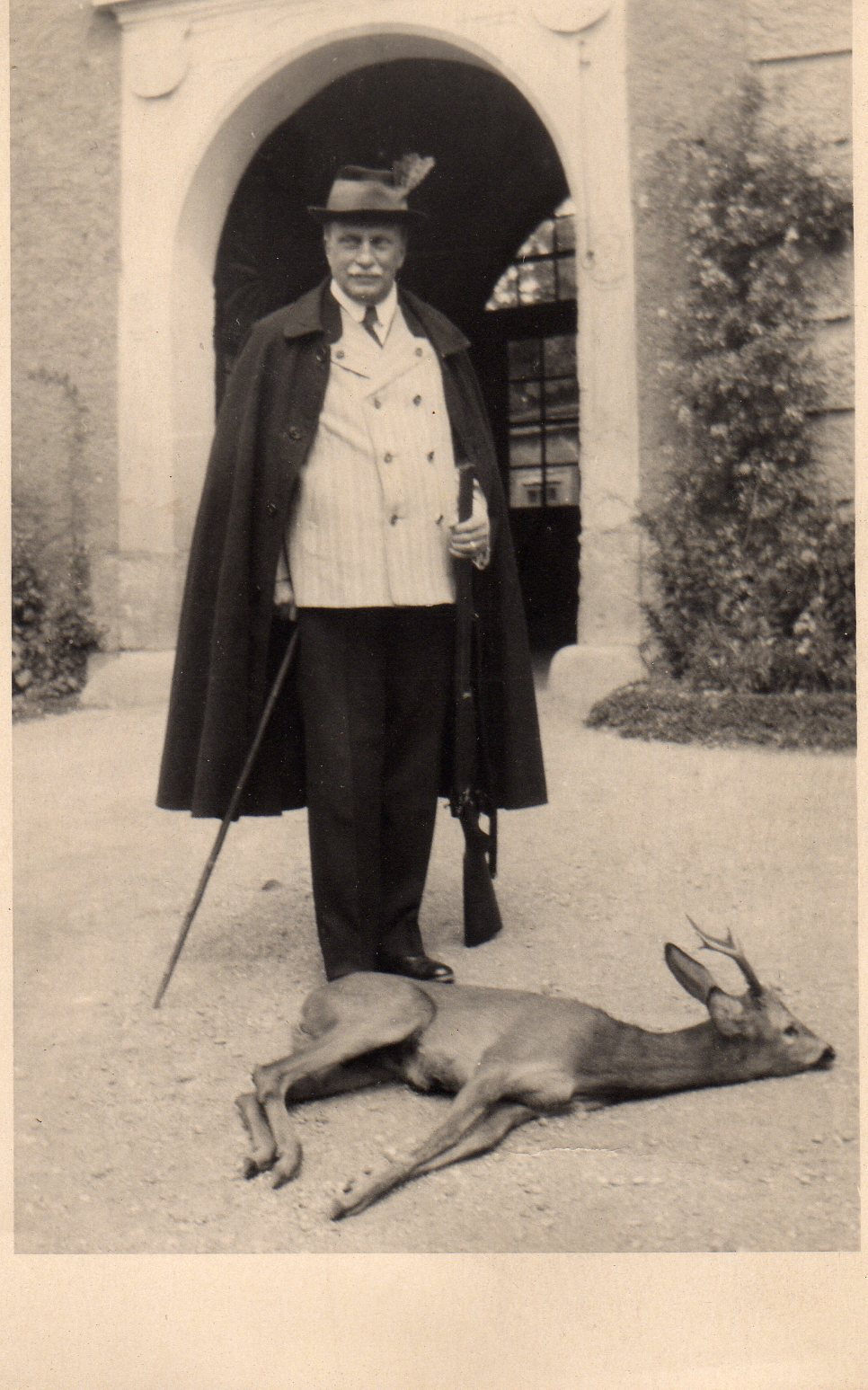
Hermann Graf von Attems-Heiligenkreuz, 1865–1951.

Hermann Graf von Attems-Heiligenkreuz (* 2. Februar 1865 in Schrattenthal; † 14. Oktober 1951 in Linz) war ein k. u. k. Kämmerer und österreichischer Politiker.

## Leben
Hermann Graf von Attems-Heiligenkreuz wurde 1865 als zweiter Sohn von Anton August Graf von Attems-Gilleis (1834–1891) und dessen Frau Maria (1836–1906, geborene Gräfin zu Hardegg auf Glatz und im Machlande) geboren. Er war K.u.K. Kämmerer und Bezirkshauptmann von Linz, Landesreg. Vizepräsident u. Landesamtsdir. i. R. Es wurden ihm 20 Ehrenbürgschaften verliehen, u. a. der Städte Linz, Urfahr, Enns. Verheiratet war er seit 1891 mit Zdenka Nádherná von Borutín (1870–1956). Sein Sohn Maximilian Attems-Heiligenkreuz wurde Diplomat und Botschafter.
Sein älterer Bruder war Maximilian Reichsgraf von Attems-Gilleis K.u.K. Kämmerer und Mitglied des Herrenhauses.